# Selenidera culik
Selenidera culik là một loài chim trong họ Ramphastidae.